# 東京電機大学未来科学部・大学院未来科学研究科

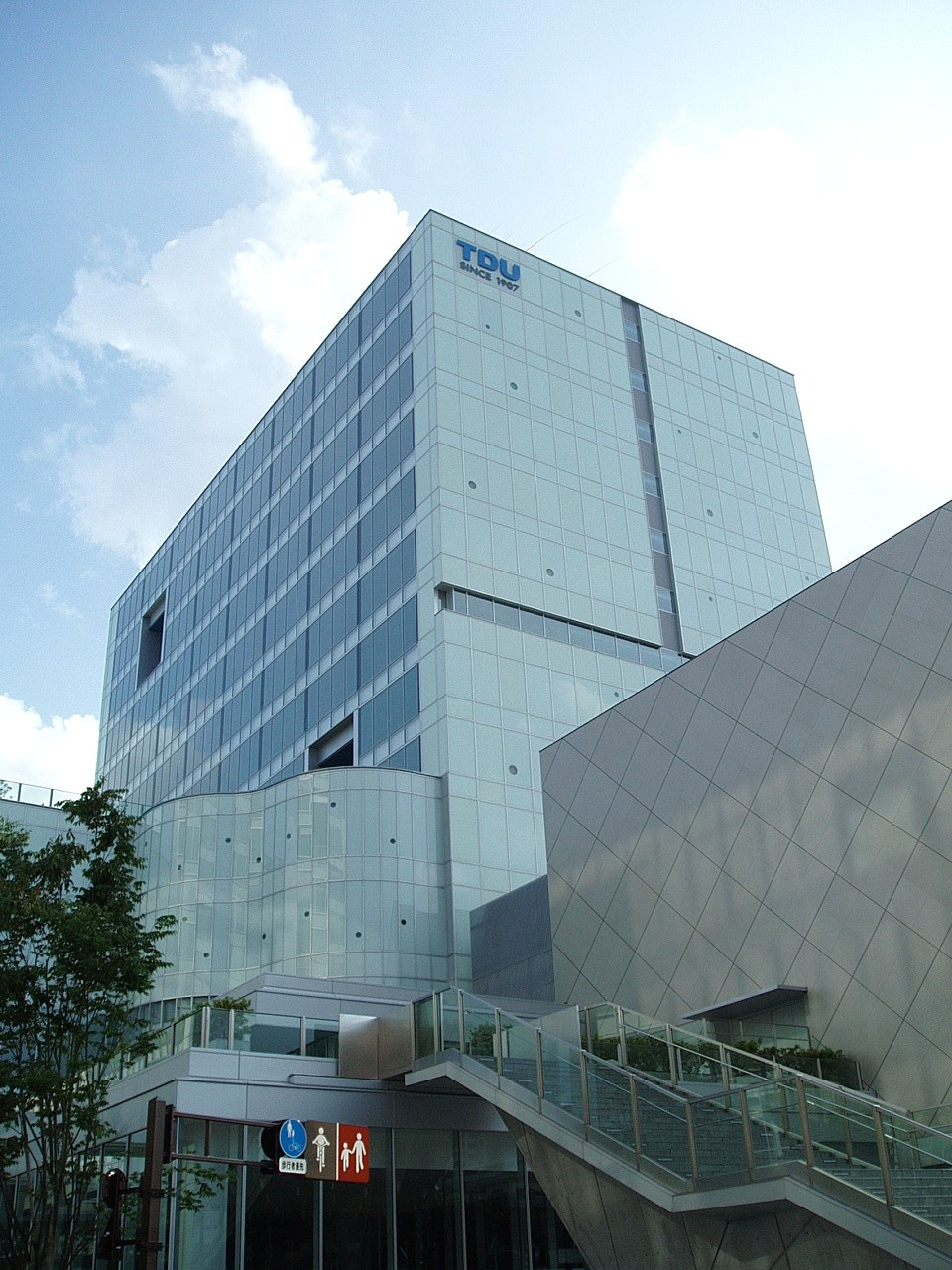
東京千住キャンパス

東京電機大学未来科学部（とうきょうでんきだいがくみらいかがくぶ）は、東京電機大学に設置されている大学の学部。創立100周年になる2007年度に同大学の工学部から設置学科を一部分離する形で創設された。
東京電機大学大学院未来科学研究科（とうきょうでんきだいがくだいがくいんみらいかがくけんきゅうか）は、同大学に設置されている大学院研究科。
2015年に大学院未来科学研究科に履修証明プログラム国際化サイバーセキュリティ学特別コース（CySec）を開講。
工学部・工学部第二部・システムデザイン工学部・大学院先端科学技術研究科とともに、東京電機大学#東京千住キャンパス（100周年記念キャンパス）にある。

## 概要
現代の生活空間は、多様な技術や知識が連携することで成り立っていることから、東京電機大学ではその第一線で活躍する技術者となるには、専門分野をしっかりと身につけながら、多くの異分野にも触れておくことが大切であるとの考えをもつ。
そのうえで未来科学部では「建築」、「情報メディア」、「ロボット・メカトロニクス」の3学科を設置し、それぞれが協働することで、人間を中心に据えた快適な生活空間をデザインできる能力を養成する教育課程を編成。
未来科学研究科（修士課程）は、生活の場を創り出す「建築学」、生活の場へ知識をもたらす「情報メディア学」、生活の場を活性化する「ロボット・メカトロニクス学」の3専攻を融合した学際的な教育・研究環境を提供し、大学の教育目標である「高度専門職技術者の育成」に沿って、未来社会における生活空間の創造に貢献する技術者の育成を目指した学部と大学院を連携した教育課程を編成している。

## 沿革
- 2007年（平成19年） 工学部第一部を改編し、未来科学部（建築学科、情報メディア学科、ロボット・メカトロニクス学科）を開設。
- 2009年（平成21年） 大学院未来科学研究科修士課程（建築学、情報メディア学、ロボット・メカトロニクス学専攻）開設。

## 教育と研究

### 組織

#### 未来科学部
- 建築学科
- 情報メディア学科
- ロボット・メカトロニクス学科

#### 未来科学研究科
- 建築学専攻
- 情報メディア学専攻
- ロボット・メカトロニクス学専攻

## 学部長
- 石川 潤